# メロス (曲)
「メロス」は、FLOWの楽曲で、インディーズ4枚目のシングル(FCCD-3000)。2003年4月30日にFun City Recordsより発売された。今作で、バンド初の初登場でのオリコントップ10入りを記録した。

## 解説
- インディーズ時代最後のシングル。完全生産限定で発売で、生産された5万5000枚を売り切った[3][4]。現在は廃盤。
- 収録曲は表題曲のみで、ワンコインシングル（500円）として発売された。
- 2003年5月23日放送分の『ミュージックステーション』（テレビ朝日系）に出演し、チアガールと共に同曲を披露した。また、同番組の年末スペシャルにも出演し、「贈る言葉」とのメドレー形式で披露した。

## 収録曲
1. メロス [4:08]
作詞:KEIGO,TAKE　作曲:TAKE　編曲:FLOW,Seiji Kameda
  - テレビ朝日系『Matthew's Best Hit TV』5代目エンディングテーマ
  - テレビ東京系『JAPAN COUNTDOWN』2003年5月度オープニングテーマ
  - 元々はカップリング曲として制作されたが、ファンからの反響が良かったためシングルとしてリリースすることになった[5]。
  - 応援歌の要素を持っており、ミュージック・ビデオは横浜にある洋館で撮影された。ギターのTAKEいわく「恋愛に臆病な男性を励ますという内容」になっているらしく、メンバーはその男性を励ます天使役という形で登場している[6]
  - 千葉ロッテマリーンズが、「sing for you」というタイトルでこの楽曲を応援歌として流用している。

## 収録アルバム
- 『SPLASH!!!〜遥かなる自主制作BEST〜』
- 『FLOW THE BEST』